# Strażnica WOP Łazy
Strażnica WOP Iwęcino-Łazy – podstawowy pododdział graniczny Wojsk Ochrony Pogranicza pełniący służbę ochronną na granicy morskiej.

## Formowanie i zmiany organizacyjne
Strażnica została sformowana w 1945 w strukturze 17 komendy odcinka Koszalin jako 84 strażnica WOP [Ewentin (Eventin-Iwencino)] o stanie 56 żołnierzy. Kierownictwo strażnicy stanowili: komendant strażnicy, zastępca komendanta do spraw polityczno-wychowawczych i zastępca do spraw zwiadu. Strażnica składała się z dwóch drużyn strzeleckich, drużyny fizylierów, drużyny łączności i gospodarczej. Obsada strażnicy przewidywała także instruktora do tresury psów służbowych oraz instruktora sanitarnego. Sformowane strażnice morskiego oddziału OP nie przystąpiły bezpośrednio do objęcia ochrony granicy morskiej. Odcinek dawnej granicy polsko-niemieckiej sprzed 1939 od Piaśnicy, aż do lewego styku z 4 Oddziałem OP ochraniany był przez radziecką straż graniczną wydzieloną ze składu wojsk marszałka Rokossowskiego. Pozostały odcinek granicy od rzeki Piaśnica, aż po granicę z ZSRR zabezpieczała Morska Milicja Obywatelska.
Od 15 marca 1954 wprowadzono nową numerację strażnic. Strażnica WOP Łazy II kategorii otrzymała numer 81 .
W 1955 dowódca WOP rozkazał przejść 15 Brygadzie WOP na etat ćwiczebny. Rozwiązane zostały dowództwa i sztaby batalionów. Z dniem 15.11.1955 kierowanie strażnicą przejął sztab brygady.
W 1956 rozpoczęto numerowanie strażnic na poziomie brygady. Strażnica Łazy II kategorii była 8. w 15 Brygadzie Wojsk Ochrony Pogranicza.
W 1958 odtworzono dowództwo 152 batalionu WOP i podporządkowano mu między innymi strażnicę WOP Łazy. W 1964 strażnica WOP Łazy była strażnicą ćwiczebną.

## Służba graniczna
Dopiero w kwietniu 1946 strażnica zaczęła przyjmować pod ochronę wybrzeże morskie. W czerwcu 1946, wobec sprzeciwu dowódców radzieckich, nie została jeszcze wpuszczona na swój odcinek.
Strażnice sąsiednie:
83 strażnica WOP Mielno ⇔ 85 strażnica WOP Darłowo − 1946

## Dowódcy strażnicy
- ppor. Włodzimierz Wieruszewski (był 10.1946)[b].